# Zofenopril
Zofenopril är ett läkemedel  mot högt blodtryck. Det är en ACE-hämmare som kännetecknas av långvarig hämning av enzymet ACE. Zofenopril har en unik verkningsmekanism som särskiljer detta läkemedel från andra läkemedel inom samma kategori. I studier har man funnit att zofenopril är en minst lika effektiv läkemedelsbehandling mot högt blodtryck som många andra läkemedel i denna kategori. En av fördelarna med Zofenopril är att läkemedlet är lämpligt för patienter med myokardiell ischemi (otillräcklig blodförsörjning), genom dess förmåga att underlätta blodtillförseln.